# Rob Dyrdek
Robert Stanley "Rob" Dyrdek (Kettering, 28 de junho de 1974) é um skatista profissional, ator, empresário, produtor, filantropo e estrela de reality show. É mais conhecido por sua atuação nos reality shows Rob and Big e Rob Dyrdek's Fantasy Factory.

## Vida pessoal
Rob Dyrdek nasceu em Kettering, Ohio. Os seus pais chamam-se Gene e Patty Dyrdek. Tem uma irmã chamada Denise. Os seus primos Christopher "Drama" Pfaff e Scott "Big Cat" Pfaff (irmão mais velho de Drama) são destacados em Rob and Big e Rob Dyrdek's Fantasy Factory. Possui também dois bulldogs chamados Meaty e Beefy. É casado com a modelo Bryiana Noelle Flores

## Carreira

### Televisão
Dyrdek fez a sua primeira aparição na tv num reality show da MTV intitulado "Rob & Big" (exibido entre novembro de 2006 e abril de 2008), com os seus melhores amigos e guarda-costas Christopher "Big Black" Boykin, assim como o seu primo, Chris "Drama" Pfaff. Após três temporadas, a namorada de Boykin naquela época teve um bebé, levando-o a ter que sair do show. Em fevereiro de 2009, Rob Dyrdek's Fantasy Factory entrou no ar tendo como protagonistas Dyrdek, Pfaff e a equipa de funcionários da empresa de Dyrdek.
O "Fantasy Factory" é um armazém transformado por Dyrdek onde ele executa vários empreendimentos. Também possui uma grande parque de skate coberto, o escritório pessoal de Rob com uma garagem "bat caverna", uma piscina de espumas e várias tabelas de basquet espalhadas pelo interior da fábrica. Também construíu o estúdio musical "Hands of God" para o primo "Drama" Pfaff dentro da fábrica. Durante o decorrer da primeira temporada, também abriu o seu primeiro SafeSpot SkateSpot com o patrocínio de Carl's Jr.
Durante a grande inauguração, o presidente de câmara Antonio Villaraigosa andou com Dyrdek no maior skateboard do mundo. Dyrdek também foi destaque, juntamente com "Big Black", no jogo Skate 2. Durante a época de Rob & Big, eles foram apresentados num episódio onde se dirigiam para o prédio da EA para lançar o jogo. Em Skate 2, o jogador pode comprar a versão inicial do Fantasy Factory no XBox Live Marketplace e na PlayStation Store como um add-on, permitindo assim que o jogador possa andar de skate no interior das instalações da fábrica. Ele fez um filme intitulado Street Dreams em 2009.
Atualmente apresenta um programa de comédia na MTV, Ridiculousness, com os co-anfitriões Chanel West Coast e Sterling "Stello" Brim, em que convida algumas celebridades para assistirem e comentarem.
Dyrdek criou a série televisiva Snack Off.

### Recordes Mundiais
Dyrdek, estabeleceu 21 recordes mundiais diferentes em skateboard como parte do seu antigo programa Rob & Big. Big Black também estabeleceu dois recordes alimentares durante o show: Comer o maior número de bananas descascadas num minuto e de donuts em pó em 3 minutos. Since Dyrdek set those 21 world records, several have since been broken. In Fantasy Factory, Dyrdek also set the record for the largest skateboard after he found the current record holders undeserving of the record. Dos 21 recordes que Dyrdek estabeleceu, vários deles já foram quebrados.
Em Fantasy Factory, Dyrdek também estabeleceu o recorde para o maior skate depois de descobrir o registro dos detentores atuais do recorde [link]. Embora, de acordo com o site GBWR, seja listado como o skate mais longo do mundo. Os recordes pessoais que Dyrdek quebrou desde que os gravou são:
- Consecutivos ollies front-side: 46 (2007 - WR)
- Ollie bigspins: 12 (2007 - WR)
- Consecutivos nollie kickflips: 73 (2007 - WR)
- Kickflip em 360 graus em um minuto: 12 (2007 - WR)
- Heelflip em um minuto: 15 (2007 - WR)
- Ollies consecutivos: 215 (2007)
- Nollie kickflips em um minuto: 22 (2007 - WR)
- Maior Stationary manual: 49 segundos (2007 - WR)
- Switch frontside kickflips em um minuto: 9 (2007 - WR)
- Maior 50-50 grind rail (ferroviário): 100 pés (2007 - WR)
- Maior board slide: 100 pés (2007 - WR)
- Maior salto de rampa de skate na água: 10 pés e 8 polegadas (2007 - WR)
- Distribuição de chlamydia sobre a população da sua terra natal (homens e mulheres)

## Patrocinadores e Marcas
Dyrdek é patrocinado pela DC Shoes, Alien Workshop, Spy + Optics e Monster Energy Drinks. Dyrdek possui a Reflex Bearings and Silver Trucks, também é co-proprietário da marca Status Rogue com o músico Travis Baker.
Wild Grinders, é uma equipa fictícia dos desenhos animados, é o primeiro empreendimento de brinquedos inspirados nele e no seu grupo de amigos skaters de infância. A linha é composta por seis personagens. Dyrdek também foi o pioneiro na ISX, Instant Scoring Experience, que espera revolucionar a maneira como as competições de skate são realizadas. Também tem uma empresa de óculos de sol, óculos desportivos e foi o fundador da Liga de skate de rua. Dyrdek tem a sua própria assinatura de perfume TAG Body Spray chamado Make Move. Uma fracção do lucro irá para a sua organização de caridade, "Safe Spot Skate Spot".